# Piet Verhaert
Piet Verhaert, né à Anvers le 25 février 1852 et mort à Ostdunkerque le 4 août 1908 , est un artiste peintre et graveur belge. Il est connu pour ses scènes de genre, de paysages urbains, d'intérieurs, de personnages et de portraits. Il peint également des panneaux décoratifs.
Il est membre de plusieurs associations d'artistes d'avant-garde telles que Les XX et Les XIII, fondées en raison d'un mécontentement à l'égard des politiques de sélection conservatrices des Salons académiques officiels. Il est aussi professeur à l'Académie royale des beaux-arts d'Anvers.

## Biographie
Piet Verhaert étudie d'abord la sculpture à l'Académie royale des beaux-arts d'Anvers, puis s'oriente vers la peinture. Il fait partie d'un groupe de jeunes artistes connu sous le nom de Van Beers Clique, dirigé par Jan van Beers. Ce groupe comprend également les artistes Alexandre Struys et Jef Lambeaux. Ils sont connus pour leur comportement espiègle et excentrique, notamment en se promenant dans Anvers vêtus de costumes d'époque.

Palingbrugstraat à Anvers

Verhaert voyage aux Pays-Bas, en Italie et en Espagne. Sa première exposition a lieu en 1873 au Salon trisannuel d'Anvers. En 1876, il séjourne un an à Paris. Pendant son séjour en Espagne, en 1882 et 1883, il exécute des copies des œuvres de Velazquez.
Il fait partie d'un grand nombre d'artistes anversois qui fondent le Vereeniging der Antwerpsche etsers (ou l'Association des aquafortistes anversois) en 1880. Parmi les cofondateurs figurent Willem Linnig l'Ancien (en), Willem Linnig le Jeune, Léon Abry, Constant Cap (de), Florent Crabeels, Edgard Farasyn, François Lamorinière, Egide François Leemans (en), Joseph Van Luppen, Isidore Meyers, Jean Baptiste Pierre Michiels, Karel Ooms, Max Rooses, Hendrik Frans Schaefels, Victor Lucas Schaefels, Jan Stobbaerts, Frans Van Kuyck, A.-J. Verhoeven, Jozef Bal et Charles Verlat. Le Vereeniging publie un album annuel contenant les œuvres graphiques de ses membres.

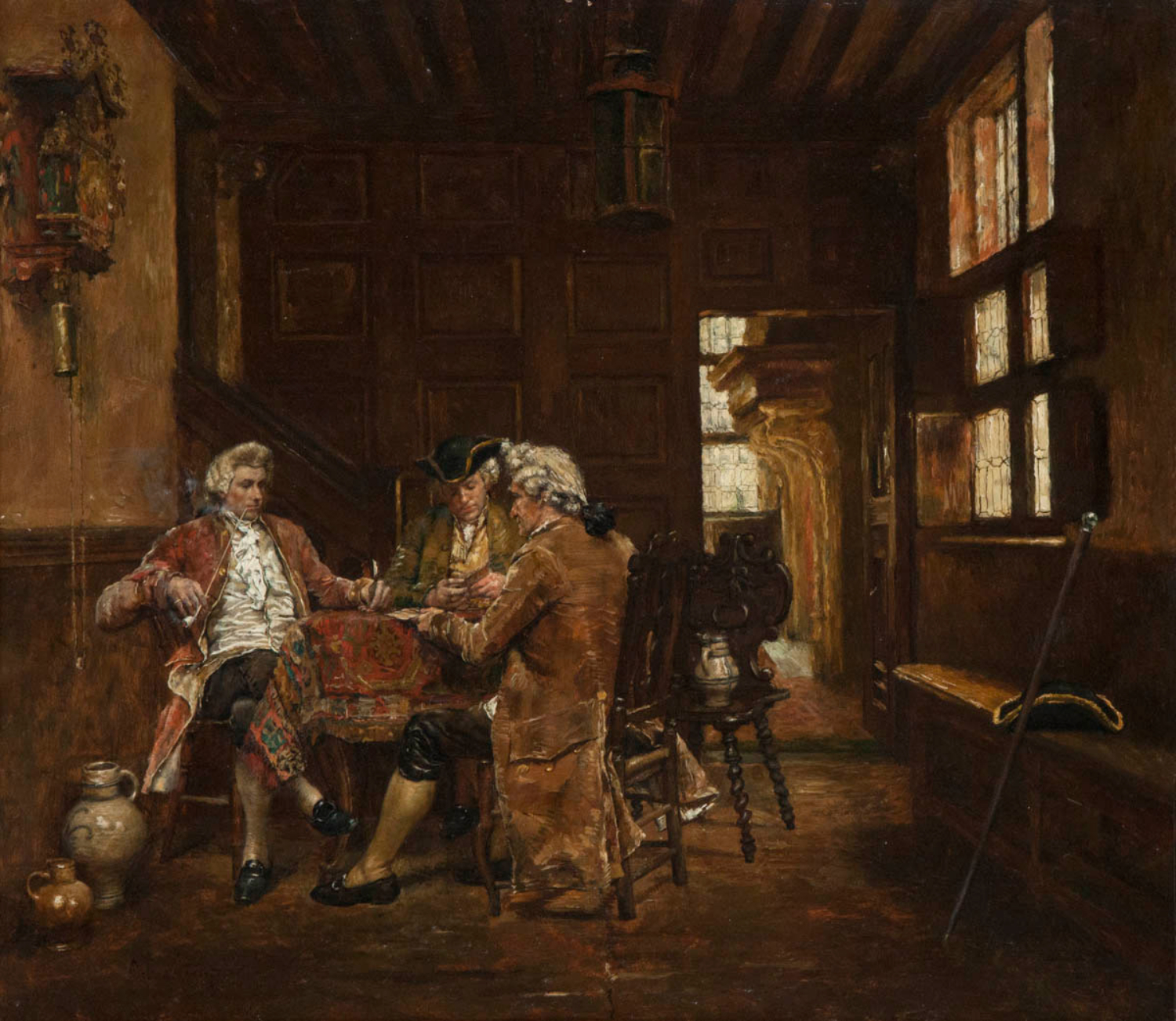
Le jeu de cartes.

Piet Verhaert devient membre du groupe artistique d'avant-garde Les Vingt, fondé le 28 octobre 1883 à Bruxelles par des artistes qui s'opposent aux politiques de sélection conservatrices des Salons académiques officiels. Les Vingt présentent à travers ses expositions des œuvres d'artistes étrangers tels que Paul Signac, Auguste Rodin, Camille Pissarro, Walter Sickert, James Abbott McNeill Whistler et Paul Cézanne. Verhaert quitte Les Vingt en 1885.
Il est cofondateur du mouvement Les XIII, fondé à Anvers en février 1891 avec des objectifs similaires à ceux des XX de Bruxelles. Parmi les membres figurent Léon Abry, Émile Claus (qui vit encore à Anvers à l'époque), Edouard De Jans, Henri De Smeth, Edgard Farasyn, Maurice Hagemans, Frans Hens Evert Larock, Romain Looymans, Charles Mertens, Henry Luyten, Henry Rul, Leo van Aken, Louis van Engelen et Théodore Verstraete. Le groupe des XIII existe jusqu'en 1899 et, au cours de son existence, ne tient que trois salons.
Il est professeur à l'Académie d'Anvers à partir de 1886. Lorsque Pieter Van Havermaet meurt le 8 mai 1897, Verhaert lui succède comme professeur à l'Académie d'Anvers dans les matières « Dessin de la figure d'après nature et d'après des antiquités » et « Dessin ombré d'après plâtre, buste, etc ». De 1892 à 1908, il est membre du conseil provincial d'Anvers en tant que représentant du parti libéral. Paul Verrees est un de ses élèves.
Verhaert meurt le 4 août 1908 à Ostdunkerque après une vive dispute avec un voisin au sujet d'un bornage. Il souffre d'une congestion qui entraîne sa mort.

## Œuvre

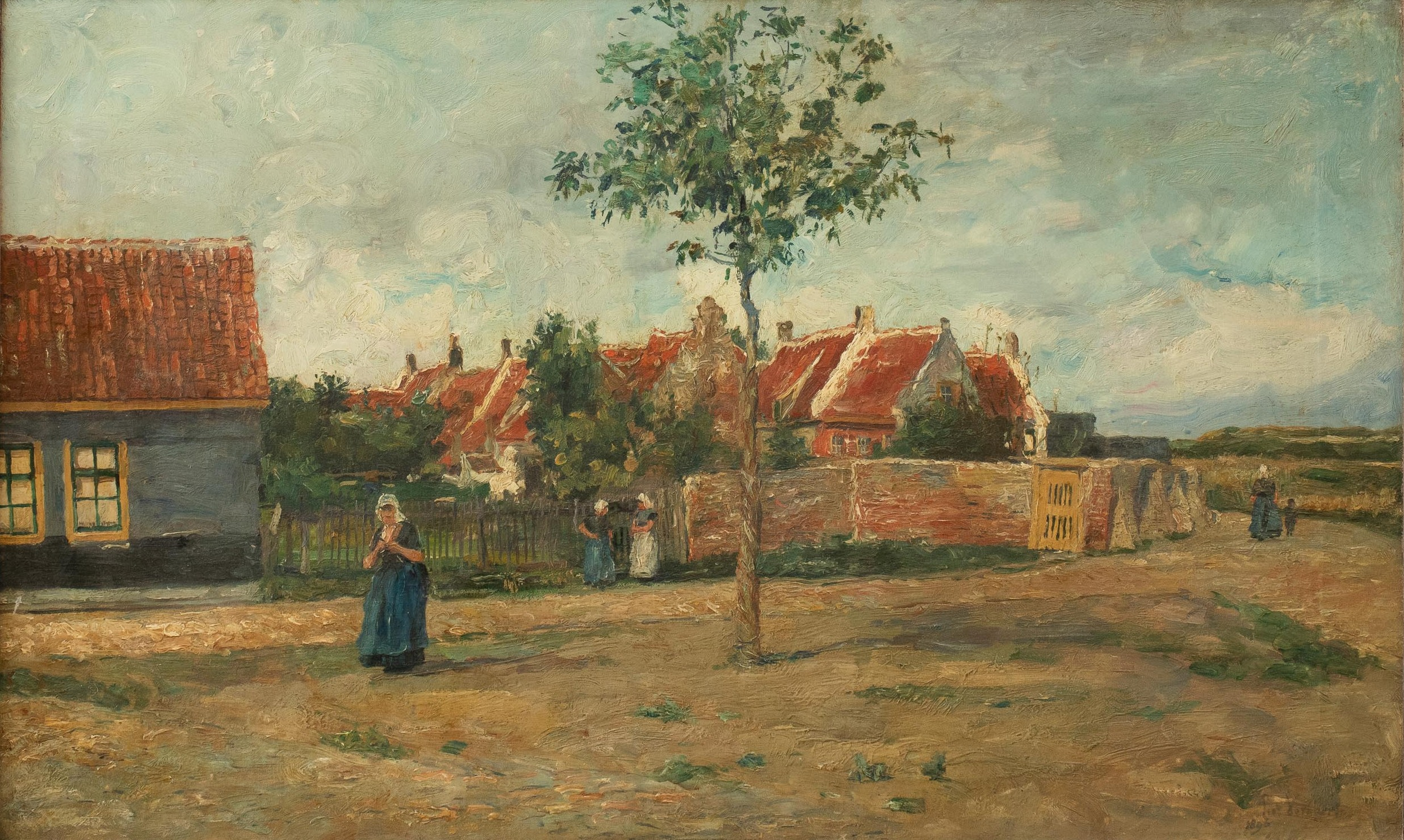
Femme près d'un village en Zélande.

Il peint principalement des scènes de genre dans le cadre du XVIIe siècle et du XVIIIe siècle dans un style précis et une palette qui rappelle le peintre anversois Henri de Braekeleer. Au début des années 1880, il commence à travailler en plein air et à ajouter plus de couleurs à sa palette. Il dépeint également des scènes contemporaines plutôt qu'historiques et de temps en temps un nu. Il est alors surtout connu pour ses vues des vieilles rues d'Anvers. Après 1890, il commence à se concentrer sur les paysages et les marines. Il quitte le confort d'Anvers et commence à peindre des paysages en dehors d'Anvers, en Zélande ou sur la côte de la mer du Nord en Flandre occidentale. Ses couleurs deviennent plus claires et plus lumineuses.
Il peint une fresque dans l'hôtel de ville d'Anvers en 1899. Il crée des albums de gravures représentant des aspects du vieux Anvers : Croquis et Impressions de la vieille Ville d'Anvers et Le Centenaire de la Réouverture de l'Escaut. Ces deux albums contiennent des reproductions de dessins réalisés en sépia, à la craie ou au charbon, le plus souvent d'après nature. En tant que graveur, Verhaert travaillait directement à la pointe sèche.

## Collections publiques
Des œuvres de Piet Verhaert sont conservées dans les musées d'Anvers, de Bruxelles, Tournai et Gand.

## Honneur
- Chevalier de l'ordre de Léopold (12 février 1898)[8].